# Program literacki
Program literacki – wykład zaleceń i wytycznych działań dotyczących twórczości literackiej. Program literacki formułuje nowe pokolenie lub nowa grupa literacka, najczęściej w pierwszej fazie rozwoju nowego zjawiska. Może on przybierać formę manifestów prezentujących nowe poglądy lub polemik z poprzednikami. Jest często krytyką starych zjawisk i wykazaniem ich błędów, wytyczając nowe zadania i cele.